# 維斯卡查尼山 (基斯皮坎奇省)
13°36′16″S 70°46′29″W / 13.60444°S 70.77472°W
維斯卡查尼山（Vizcachani），是秘魯的山峰，位於該國東南部庫斯科大區，由基斯皮坎奇省負責管轄，屬於安地斯山脈的一部分，海拔高度約5,000米。